# Vixen (raper)
Vixen, Vix.N właściwie Dariusz Szlagor (ur. 26 września 1989 w Czańcu) – polski raper, wokalista i producent muzyczny. 
Szlagor zadebiutował w 2006 roku dwoma nielegalami: Inwazja i Rozsypana układanka. We wrześniu 2009 roku miała miejsce premiera płyty Vixena New-Ton, na której gościnnie wystąpił polski raper Peja. W 2011 roku podpisał kontrakt z wytwórnią muzyczną RPS Enterteyment należącą do Pei. Nakładem tej wytwórni, 18 czerwca 2011, ukazał się kolejny album rapera pt. Rozpalić tłum. 28 czerwca 2014 roku ukazało się pozytywnie przyjęte przez recenzentów Loco Tranquilo. Jesienią 2014 roku opuścił RPS Enterteyment.

## Dyskografia
Albumy
| 2009                       | New-Ton - Data: 12 września 2009 - Wydawca: wydanie własne         | –  |                |                            |
| 2011                       | Rozpalić tłum - Data: 18 czerwca 2011 - Wydawca: RPS Enterteyment  | –  |                |                            |
| 2012                       | Kontinuum - Data: 17 listopada 2012 - Wydawca: RPS Enterteyment    | –  |                |                            |
| 2014                       | Loco Tranquilo - Data: 28 czerwca 2014 - Wydawca: RPS Enterteyment | 26 |                |                            |
| 2016                       | Vixtoria - Data: 10 listopada 2016 - Wydawca: MaxFloRec            | 14 |                |                            |
| 2018                       | To nie VIXT4PE - Data: 18 maja 2018 - Wydawca: MaxFloRec           | 47 |                |                            |
| 2019                       | Serce - Data: 18 października 2019 - Wydawca: MaxFloRec            | 10 |                |                            |
| 2021                       | Nove serce - Data: 28 kwietnia 2021 - Wydawca: MaxFloRec           | 6  |                |                            |
| 2023                       | Blindbox - Data: 20 października 2023 - Wydawca: My Music          | 18 | - POL: 60 000+ | - ZPAV: 2× platynowa płyta |
| „–” album nie był notowany |                                                                    |    |                |                            |

Minialbumy
| Tytuł      | Dane dot. albumu                                 |
| ---------- | ------------------------------------------------ |
| Paradox EP | - Data: 6 grudnia 2014 - Wydawca: wydanie własne |
| 25% EP     | - Data: 19 lutego 2019 - Wydawca: MaxFloRec      |
| 50% EP     | - Data: 16 kwietnia 2019 - Wydawca: MaxFloRec    |
| 75% EP     | - Data: 18 czerwca 2019 - Wydawca: MaxFloRec     |
| 100% EP    | - Data: 10 września 2019 - Wydawca: MaxFloRec    |

Mixtape'y
| Tytuł     | Dane dot. albumu                                   |
| --------- | -------------------------------------------------- |
| Vixtape   | - Data: 2007 - Wydawca: wydanie własne             |
| Vixtape 2 | - Data: styczeń 2009 - Wydawca: wydanie własne     |
| Vixtape 3 | - Data: 20 kwietnia 2010 - Wydawca: wydanie własne |

Nielegale
| Tytuł               | Dane dot. albumu                       |
| ------------------- | -------------------------------------- |
| Inwazja             | - Data: 2006 - Wydawca: wydanie własne |
| Rozsypana układanka | - Data: 2006 - Wydawca: wydanie własne |

Single, notowane lub certyfikowane utwory
| Rok  | Tytuł                                     | Pozycja na liście | Pozycja na liście | Pozycja na liście | Certyfikat                  | Album    |
| Rok  | Tytuł                                     | PRB               | Radio Eska        | Radio Szczecin    | Certyfikat                  | Album    |
| ---- | ----------------------------------------- | ----------------- | ----------------- | ----------------- | --------------------------- | -------- |
| 2016 | „Falala” (gośc. Mery Spolsky)             | 11                | –                 | –                 |                             | Vixtoria |
| 2017 | „Romantyczna miłość” (gośc. Mery Spolsky) | –                 | –                 | –                 | - ZPAV: platynowa płyta     | Vixtoria |
| 2019 | „Melodio”                                 | –                 | –                 | –                 | - ZPAV: złota płyta         | 25% EP   |
| 2024 | „Ne Rozumiju”                             | –                 | 1                 | 2                 | - ZPAV: 2× diamentowa płyta | Blindbox |

Inne
| Album                                           | Rok  | Utwór                                                                                                  | Źródło |
| ----------------------------------------------- | ---- | --- | ------ |
| Ditlu – Spowiedź diabła                         | 2007 | "Fallout" (gościnnie: Vixen)                                                                           | [ 33 ] |
| Ditlu, Sajan – Rapokalipsa                      | 2008 | "Na celowniku" (gościnnie: Vixen) "Wskazówki" (gościnnie: Vixen)                                       | [ 34 ] |
| Kal – EsKALacja                                 | 2008 | "Mamy ten styl" (gościnnie: Naser, Vixen)                                                              | [ 35 ] |
| Gontar – Z serca kujaw                          | 2009 | "Ostatni strzał" (gościnnie: Vixen)                                                                    | [ 36 ] |
| Peja – Na serio                                 | 2009 | "To co robimy" (gościnnie: Vixen)                                                                      | [ 37 ] |
| Procedura CEDE – Procede 09                     | 2010 | "Żelazne liście" (gościnnie: Vixen, Detmi)                                                             | [ 38 ] |
| G.r.z. – O sobie                                | 2010 | "Bo tu jest moje miejsce" (gościnnie: Vixen, DJ Danek)                                                 | [ 39 ] |
| RapDuma Mixtape Vol.2 (kompilacja)              | 2010 | Vixen – "Moja Kalifornia"                                                                              | [ 40 ] |
| Popkiller młode wilki (kompilacja)              | 2011 | Vixen – "Masochiści"                                                                                   | [ 41 ] |
| 101 Decybeli – Pomiędzy bitami                  | 2011 | "Wena" (gościnnie: Vixen) "Wena Instrumental" (Reedycja)" (gościnnie: Vixen)                           | [ 42 ] |
| Tutor – Więcej niż wszystko                     | 2011 | "W moich oczach (Prod.2Check)" (gościnnie: Vixen, DJ Motyl)                                            | [ 43 ] |
| CzaHa – Juice                                   | 2012 | "Niestandardowo" (gościnnie: Vixen)                                                                    | [ 44 ] |
| Kobra, Bezczel – 0,7 na dwóch                   | 2012 | "To tylko hip-hop" (gościnnie: Vixen)                                                                  | [ 45 ] |
| Rozwój ponad standard (kompilacja)              | 2012 | Kobra, Bezczel – "To tylko hip-Hop" (gościnnie: Vixen) Vixen – "Rozpalić tłum" Vixen – "Mayday Mayday" | [ 46 ] |
| Skate-Europe.com (kompilacja)                   | 2012 | Vixen – "Hip hop to przyszłość"                                                                        | [ 47 ] |
| Śliwa – Pełen etat                              | 2012 | "Mówi się o mnie" (gościnnie: Gandzior, Vixen)                                                         | [ 48 ] |
| Czeski – Nigdy nie jest za późno by coś zmienić | 2013 | "O wszystkim i o niczym" (gościnnie: Vixen)                                                            | [ 49 ] |
| Młody M, Radonis – Kronika III: Zaklęty krąg    | 2013 | "Wolni" (gościnnie: Vixen, Jopel)                                                                      | [ 50 ] |
| Gedz – Serce bije w rytm                        | 2013 | "Chodź ze mną" (gościnnie: Vixen)                                                                      | [ 51 ] |
| Czeski – Na pewno warto                         | 2014 | "Warto było?" (gościnnie: Vixen)                                                                       | [ 52 ] |
| Pawbeats – Utopia                               | 2014 | "Maski" (gościnnie: Vixen, Hukos/Cira)                                                                 | [ 53 ] |
| Tymek – JestemTymek                             | 2017 | "11.11" (gościnnie: Vixen, Daria Ryczek)                                                               |        |

## Teledyski
Solowe
| Tytuł                                                     | Rok  | Reżyseria                | Album                          | Źródło |
| --------------------------------------------------------- | ---- | ------------------------ | ------------------------------ | ------ |
| Naser, Vixen - "Kody dostępu" (gościnnie: Massey)         | 2008 | —                        | Kody dostępu                   | [ 54 ] |
| "Showtime!"                                               | 2009 | NuCity                   | New-Ton                        | [ 55 ] |
| "Nie mam nic"                                             | 2009 | Bartosik Studio          | New-Ton                        | [ 56 ] |
| Prohibit - "Ostatni raz" (gościnnie: Vixen)               | 2011 | —                        | Iluzjoniści                    | [ 57 ] |
| Jagła, Pyta - "Już ich nie znam" (gościnnie: Raca, Vixen) | 2011 | —                        | Rap z dzielnicy czarnych kotów | [ 58 ] |
| "Rozpalić tłum"                                           | 2011 | Wendland Films           | Rozpalić tłum                  | [ 59 ] |
| "Świeczki na wietrze"                                     | 2011 | Wendland Films           | Rozpalić tłum                  | [ 60 ] |
| "Mayday Mayday" (gościnnie: Fabuła)                       | 2012 | Fabuła Video             | Rozpalić tłum                  | [ 61 ] |
| "Zdrowie gospodarza"                                      | 2012 | —                        | Rozpalić tłum                  | [ 62 ] |
| "Utworzymy pełnię"                                        | 2012 | 9liter                   | Kontinuum                      | [ 63 ] |
| "Orły"                                                    | 2012 | —                        | Kontinuum                      | [ 64 ] |
| "Loco Tranquilo"                                          | 2014 | Vixen, Marta Geryszewska | Loco Tranquilo                 | [ 65 ] |
| "Alladyn"                                                 | 2014 | 9 Liter Filmy            | Loco Tranquilo                 | [ 66 ] |
| "Eden" (gościnnie: DJ Bulb)                               | 2014 | 9 Liter Filmy            | Loco Tranquilo                 | [ 67 ] |
| "Szybko nie przestanę"                                    | 2014 | Grzegorz Telenga         | Loco Tranquilo                 | [ 68 ] |
| "Taki jaki jestem" (gościnnie: Buka)                      | 2014 | Bassmedia                | Loco Tranquilo                 | [ 69 ] |
| "#Hot16Challenge"                                         | 2014 | —                        | —                              | [ 70 ] |
| "Falala"                                                  | 2016 | Sky Piastowskie          | Vixtoria                       | [ 71 ] |
| "Smart Fucking Phone" (gościnnie: Oxon)                   | 2016 | Bassmedia                | Vixtoria                       | [ 72 ] |
| "Vixtoria"                                                | 2016 | Marcin Czerwiak          | Vixtoria                       | [ 73 ] |
| "Krok"                                                    | 2016 | Punkt Widzenia Studio    | Vixtoria                       | [ 74 ] |
| "Romantyczna Miłość" (gościnnie: Mery Spolsky)            | 2017 | Michał Jagiełło          | Vixtoria                       |        |
| "PDP"                                                     | 2017 | Chałupko                 | To nie VIXT4PE                 |        |
| "Cameleona"                                               | 2018 | Chałupko                 | To nie VIXT4PE                 |        |
| "Antymateria" (gościnnie: Tymek)                          | 2018 | Chałupko                 | To nie VIXT4PE                 |        |

Gościnnie
| Tytuł                                                                         | Rok  | Reżyseria     | Album | Źródło |
| ----------------------------------------------------------------------------- | ---- | ------------- | ----- | ------ |
| Zbylu - "Matka głupich" (gościnnie: Cywil, Vixen, Tomb, Zeus, DJ Flip)        | 2015 | —             | —     | [ 75 ] |
| 101 Decybeli - "Melancholie" (gościnnie: Vixen, Buka, Mam Na Imię Aleksander) | 2015 | 9 Liter Filmy | Echo  | [ 76 ] |